# Паљури
Паљури (грч. Παλιούρι) је приморско насељено место у општини Касандра у периферији Средишња Македонија, Грчка. Према попису из 2021. године било је 848 становника.
Паљури су насељени грчким становништвом. На попису из 1913. године имали су 595 становника.